# Конвой № 1152 (грудень 1943 року)
Конвой № 1152 (грудень 1943) — невеликий японський конвой часів Другої світової війни, проведення якого відбувалось у грудні 1943 року.
Призначений для рейсу до Рабаула конвой № 1152 сформували в грудні 1943 року у східній частині Каролінських островів на атолі Трук (нині Чуук, ще до війни тут була створена потужна база ВМФ, з якої до лютого 1944 року провадились операції у цілій низці архіпелагів). До складу конвою увійшли транспорти «Джузан-Мару» і «Харуна-Мару». Їх охороняли одразу два есмінці «Асанагі» та «Оіте» і мисливець за підводними човнами CH-31. 15 грудня 1943 року ці кораблі полишили Трук та попрямували на південь.
Невдовзі після опівдня 19 грудня поблизу мису Матаналем (острів Новий Ганновер зі складу архіпелагу Бісмарка) конвой атакували неідентифіковані літаки, які, утім, не змогли завдати якихось пошкоджень, а вже у середині наступної доби № 1152 прибув до Рабаула.
Можна також відзначити, що двома місяцями раніше із Труку до Рабаула вже відбувалося проведення конвою з таким саме номером 1152.